# آنا پرینس
آنا پرینس (انگلیسی: Anna Prins؛ زادهٔ ۲۷ ژانویهٔ ۱۹۹۱) بازیکن بسکتبال اهل ایالات متحده آمریکا است.